# Copal (Baumharz)

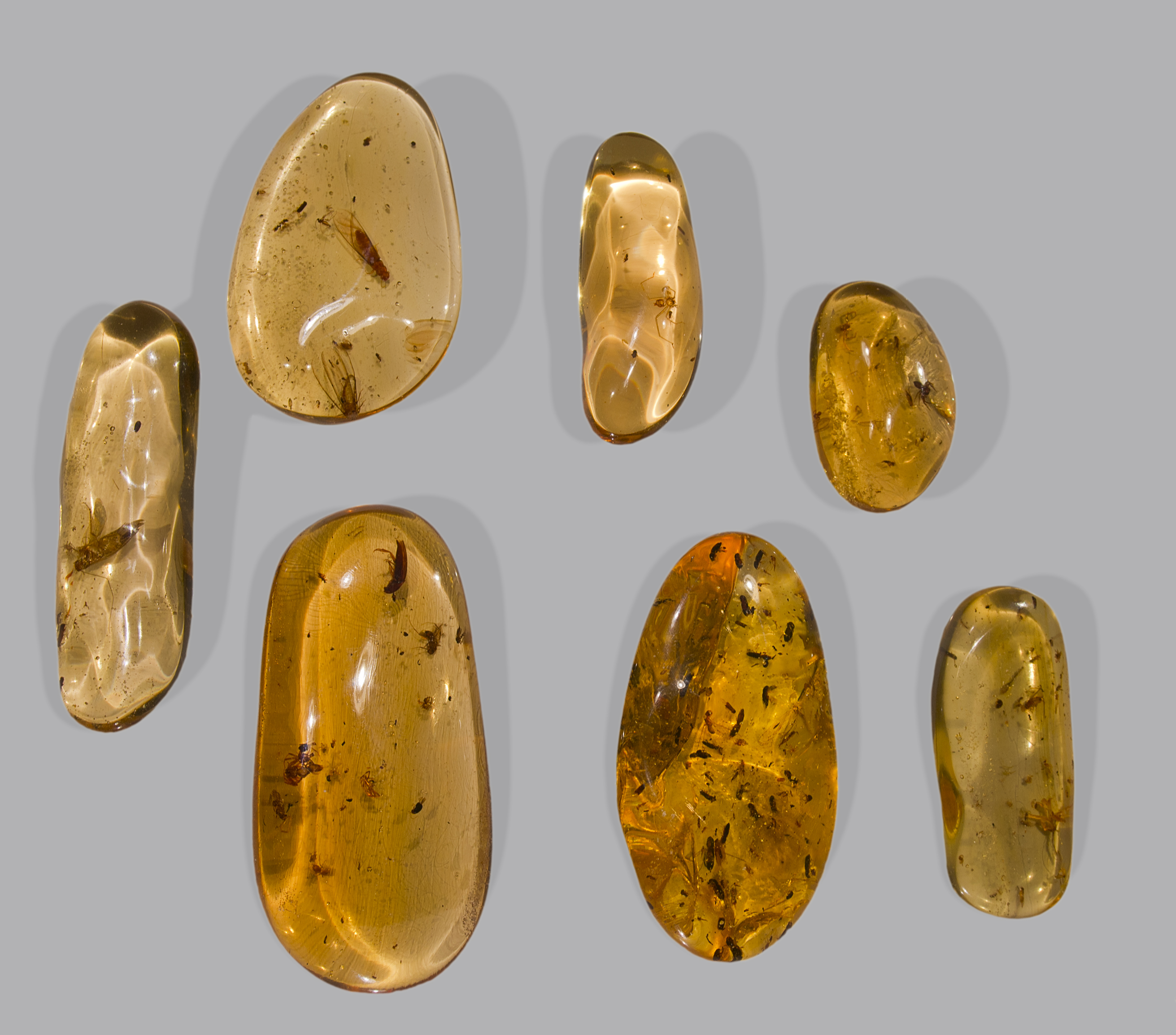
Madagaskar-Copal

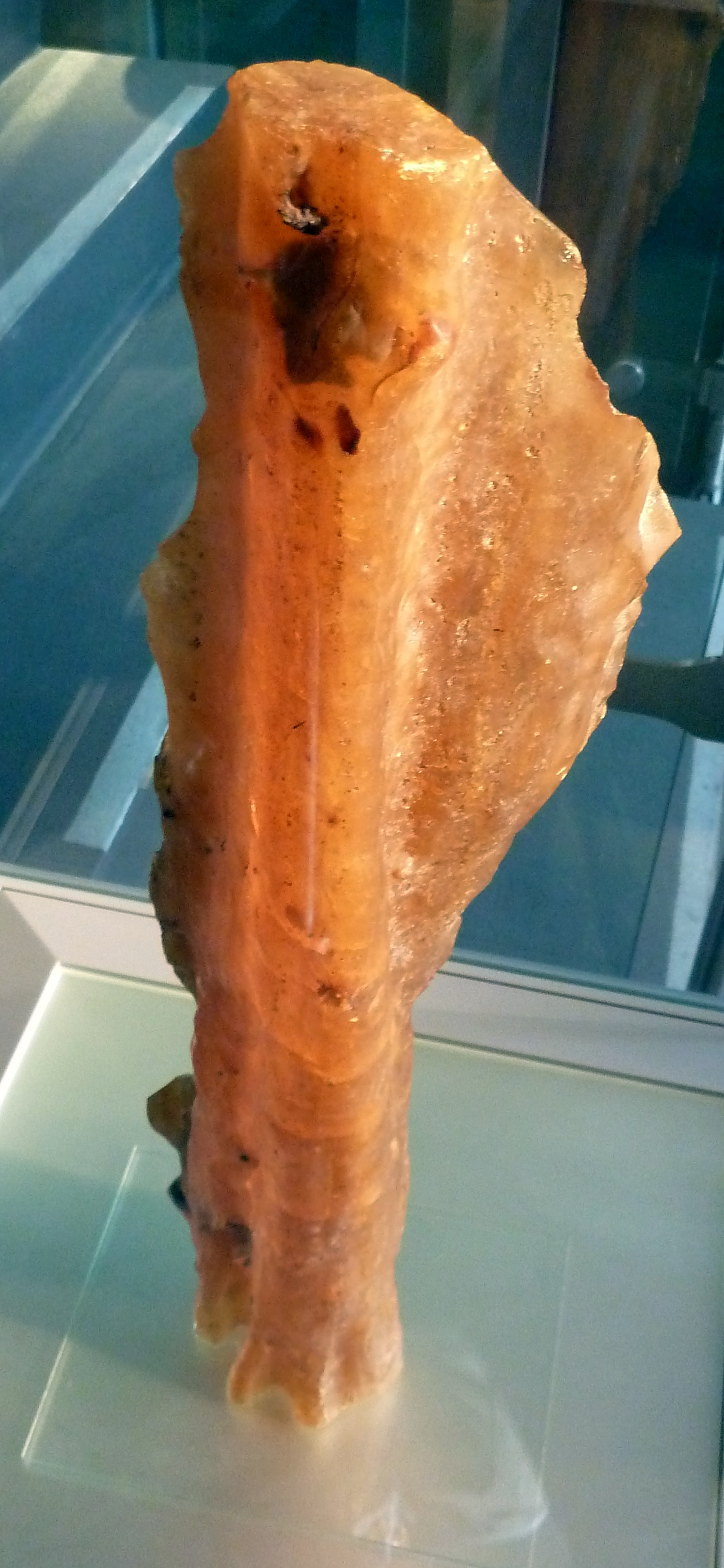
Kolumbianischer Kopal in typischer Fließform

Copal oder Kopal ist eine Sammelbezeichnung für Baumharze verschiedener botanischer Herkunft, die als Räucherwerk und für hochwertige Farben und Lacke verwendet werden. Sie sind etwa durchsichtig, gelblich bis rötlich und glasig hart.

## Begriff
Das Wort stammt von  copalli, was in Nahuatl, der Sprache der Azteken, so viel wie „Harz“ aber auch „Weihrauch“ bedeutet.
Im Altertum und zum Teil noch heute im englischsprachigen Raum wurden Copale auch als Animé bezeichnet.

## Abgrenzung von Copal zu Harz und Bernstein

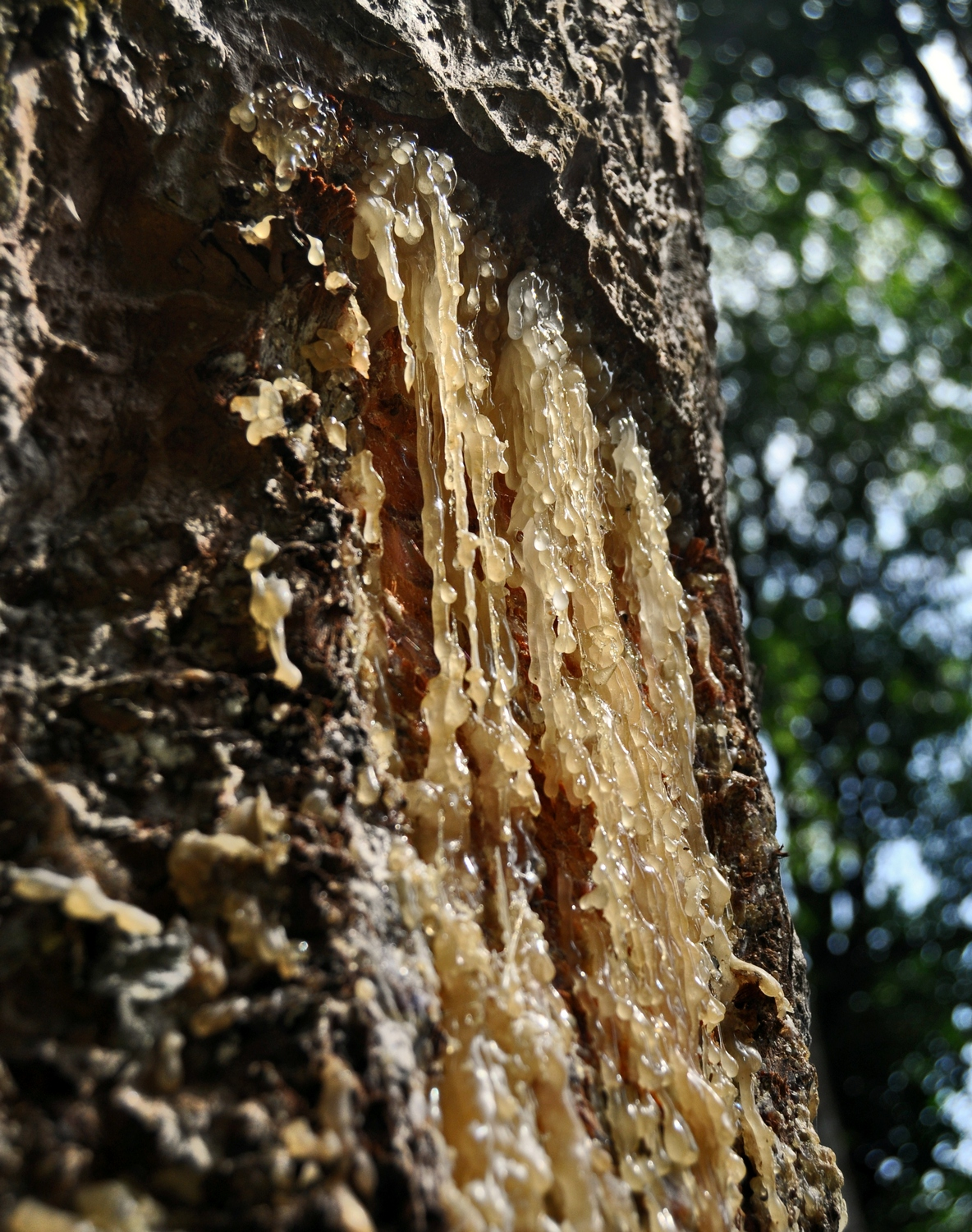
Lebendharzung durch „Anzapfen“ des Stammes von Agathis dammara (Kauri-Fichte) auf der indonesischen Insel Java. Das dadurch gewonnene Produkt „Kauri-Harz“ wird irreführend auch als Kauri-Copal bezeichnet.

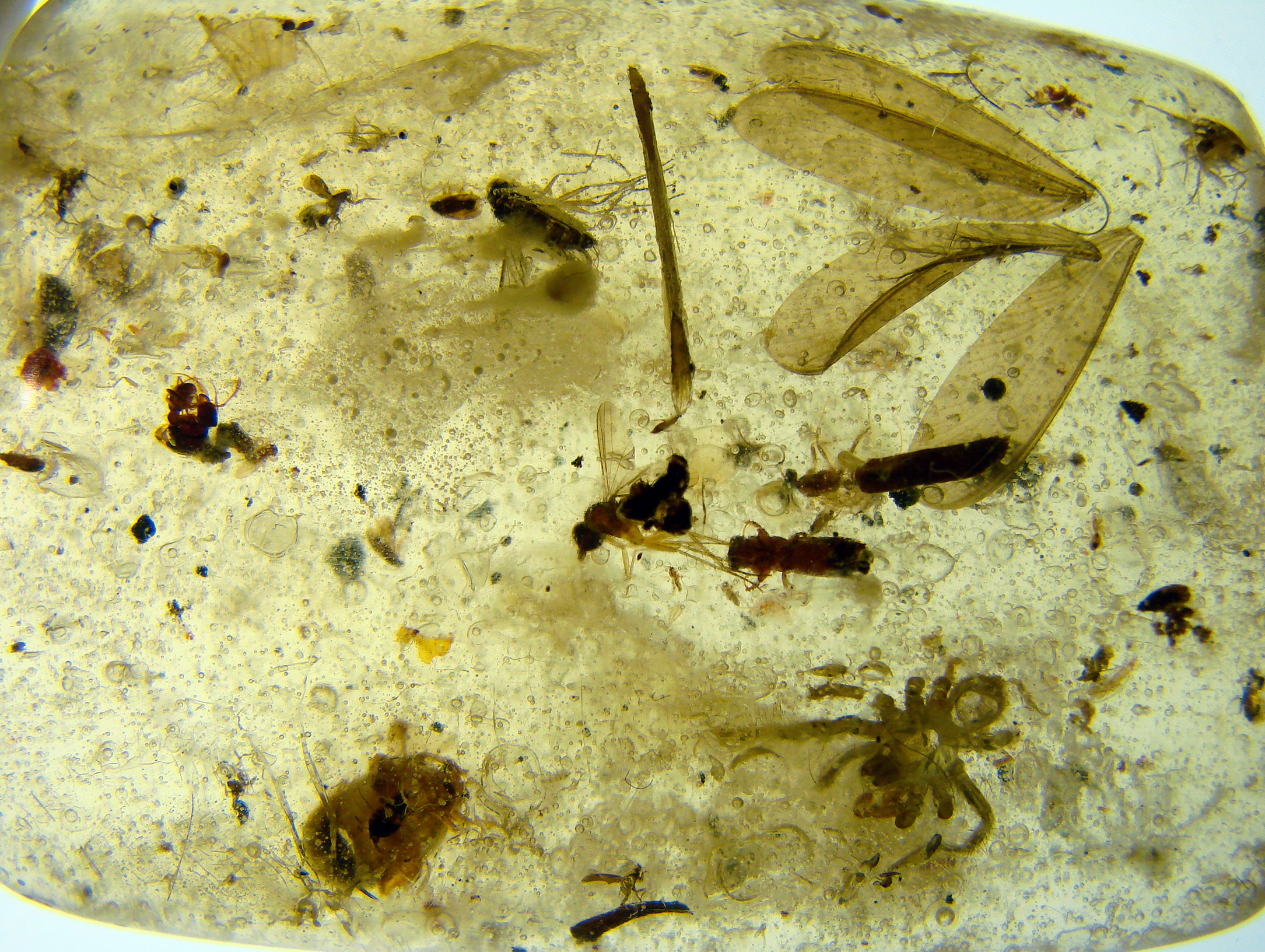
Copal aus Kolumbien mit zahlreichen organischen Einschlüssen (Insekten, Spinnen, Flügel usw.)

Die Copale lassen sich in zwei große Gruppen einteilen; 1. die harten, echten oder fossilen Copale (tropischer Bernstein) und 2. die weichen, unechten, rezenten oder rezentfossilen Copale.
Unechter Copal ist ein halbfossiles, natürliches Harz, das im Gegensatz zu Frischharzen eine wesentlich größere Härte und somit einen höheren Schmelzpunkt aufweist.
Im Unterschied zu Bernstein, dessen Alter man in Jahrmillionen misst, handelt es sich bei unechtem Copal – jedenfalls in der gebräuchlichsten Definition dieses Begriffs – um gehärtetes, subfossiles Harz, das in der Regel zwischen einigen Jahrzehnten und einigen Jahrtausenden alt ist. Tropft man Aceton oder ein ähnliches Lösemittel auf Copal, so bildet sich eine schmierig-klebrige Oberfläche, während echte fossile Copale und Bernstein nicht angelöst werden. Auch liegt der Schmelzpunkt von Bernstein (200 bis 380 °C) deutlich über dem des unechten Copals (unter 150 °C).
In den 1990er Jahren wurde der Versuch unternommen, Harze, Copal und Bernstein mit wissenschaftlichen Methoden aufgrund ihrer chemischen Eigenschaften zu klassifizieren. Dabei spielt neben den Inhaltsstoffen der Grad der Polymerisation der untersuchten Harzproben eine Rolle. Die Ergebnisse dieser Analysen deuten darauf hin, dass „[…] es im Kern nutzlos ist, den Versuch zu unternehmen, das Alter organischen Materials in Sedimenten allein durch chemische Analysen bestimmen zu wollen […]“, weil der Umfang chemischer Transformationsprozesse durch verschiedene Einflüsse bestimmt wird und dadurch Harze gleichen Alters unterschiedliche Entwicklungsstadien aufweisen können, die zu unterschiedlichen Ergebnissen der chemischen Analysen führen. Allerdings deuten die Ergebnisse auch darauf hin, dass Copal dem rezenten Harz deutlich näher steht als dem Bernstein und sogar Zweifel angebracht erscheinen, ob Copal als ein subfossiles Harz bezeichnet werden sollte.
Die Frage nach der Altersbandbreite von Copal wird in der Wissenschaft nach wie vor unterschiedlich beantwortet. Eindeutig ist nur, dass die Polymerisation bei Copal nicht abgeschlossen ist, bei Bernstein hingegen schon. Die Übergänge zwischen rezentem Harz und Copal und zwischen Copal und Bernstein sind fließend. Für den Laien, der weder über die Ausrüstung verfügt, aufwändige chemische Analysen von Harzproben durchzuführen, noch über das Fachwissen, die Ergebnisse solcher Untersuchungen zu interpretieren, bleiben nur die weiter oben erwähnten Tests. Handelsbezeichnungen sind oft unzuverlässig und irreführend.
In wissenschaftlicher Literatur wird u. a. aus den vorgenannten Gründen im Allgemeinen der Begriff "Harz" bzw. "fossiles Harz" verwendet. Begriffe wie "Bernstein" oder "Copal" gelten als im wissenschaftlichen Sinne unbestimmte umgangssprachliche oder im Handel übliche Bezeichnungen.

## Botanische Herkunft
Die Gewinnung erfolgt sowohl aus Laubbäumen (Hymenaea) als auch aus Nadelbäumen wie der neuseeländischen Kaurifichte, einem Araukariengewächs. Es sind aber auch Copale im Handel, deren botanische Herkunft sich nicht ohne weiteres einordnen lässt, wenn beispielsweise das subfossile Harz aus den Wurzeln der das Harz erzeugenden Bäume in das Erdreich gelangt ist, aus dem es erst gefördert wird, wenn die Bäume längst verschwunden sind. Ebenso kann Copal sich zum Beispiel durch Verschwemmung, wie Bernstein, an sekundärer Lagerstätte befinden.

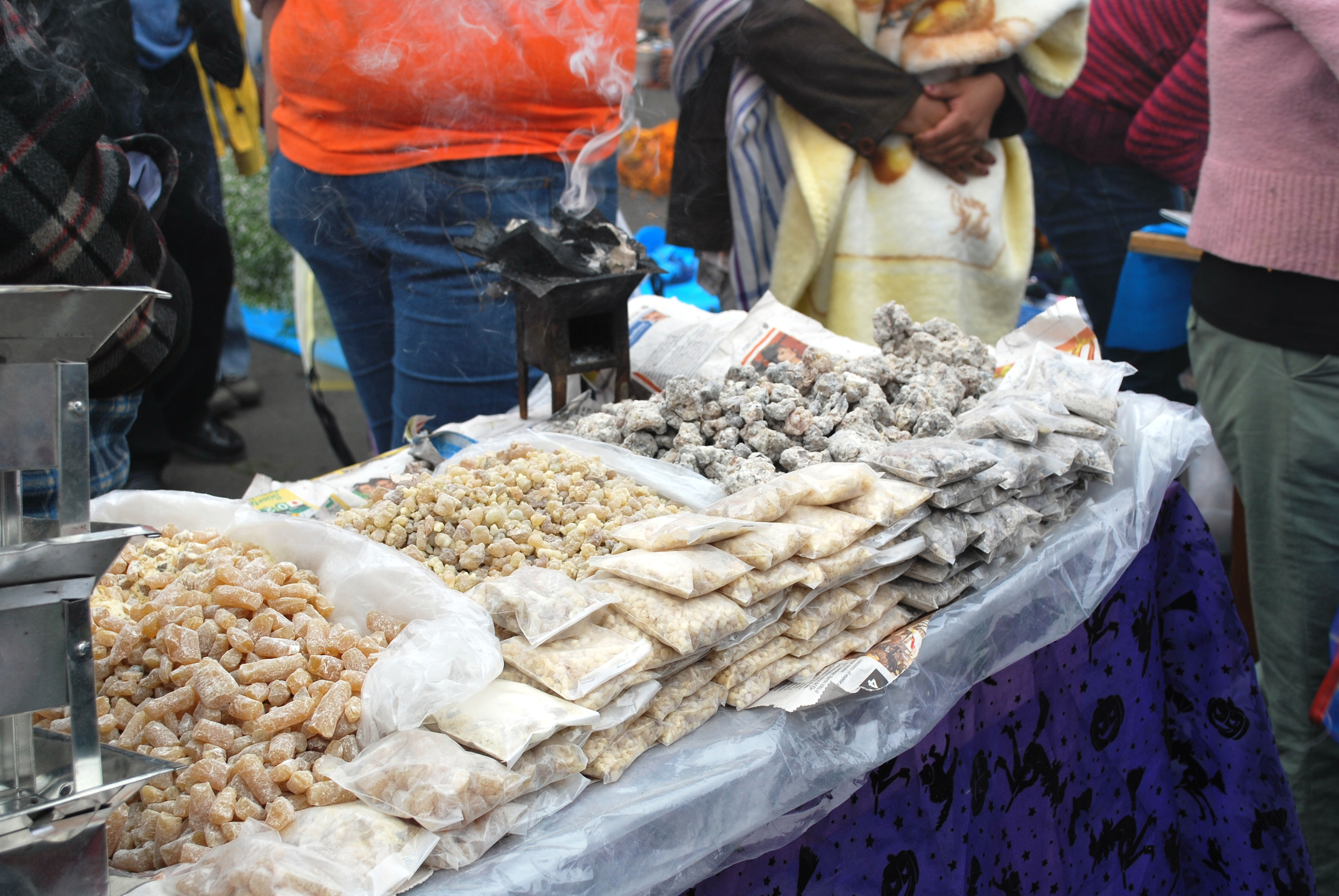
Copal und andere Gegenstände an einem Marktstand am „Tag der Toten“ in Santiago Tianguistenco, Mexico. Im Hintergrund wird Copal als Räucherwerk verwendet.

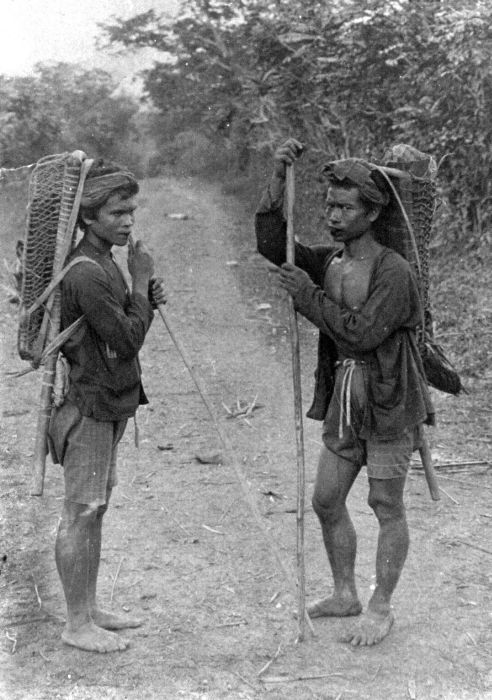
Copalsammler auf der Insel Sulawesi (früher Celebes), Indonesien; erste Hälfte des 20. Jahrhunderts.

## Organische Einschlüsse
Ähnlich wie bei Bernstein enthalten auch Copale mitunter organische Einschlüsse, wie z. B. Insekten oder Pflanzenteile. Diese Einschlüsse in Copal entstehen auf die gleiche Art und Weise wie Bernsteininklusen. Im Unterschied zu diesen sind die Einschlüsse in Copal aufgrund ihres geringen Alters zumeist deutlich besser erhalten. Grundsätzlich besteht im Gegensatz zu Bernsteininklusen eine realistische Chance, aus erhaltenem Gewebe von Copal-Inklusen DNA zu isolieren. Weil sich unter den wenigen Inklusen, die aus Copal wissenschaftlich genauer untersucht worden sind, trotz ihres geringen Alters auch ausgestorbene Arten befinden (z. B. Garcorops jadis), sehen nicht wenige Paläoentomologen gerade in diesem Aspekt einen gewichtigen Grund, die Forschung an Copal-Inklusen voranzutreiben. Insbesondere Copal aus Madagaskar und Kolumbien gelangt hierbei in den Fokus der Forschung. Ein weiterer ins Feld geführter Aspekt, sich der Erforschung der Inklusen in Copal zu widmen, liegt in dem Umstand, dass Copal mitunter in riesigen Stücken gewonnen wird, die eine Fülle von Inklusen enthalten können. Der Formenreichtum hunderter Inklusen in einem einzigen Stück, Organismen, die quasi in der gleichen Minute eingeschlossen wurden und den gleichen Lebensraum miteinander teilten, lässt Folgerungen auf die Lebensgemeinschaften zum Zeitpunkt der Harzentstehung zu und eröffnet die Chance, inzwischen untergegangene Habitate zu rekonstruieren.

## Nutzung
Im Zeitraum zwischen 1853 und 1970 wurden in Neuseeland mehr als 100.000 Tonnen subfossilen Kauri-Harzes (Kauri-Copal) gefördert. Der größte Teil hiervon wurde nach England und in die USA exportiert, wo der Rohstoff in der Produktion von Lacken und Firnissen eingesetzt, aber auch kunsthandwerklich verwendet wurde. Der Höhepunkt des Exportes mit 10.000 Tonnen wurde im Jahre 1905 erreicht. Die neuseeländischen Copal-Vorkommen wurden bereits intensiv von den Māori genutzt, die rund 800 Jahre vor den ersten Europäern die Inselgruppe erreichten. So wurde Copal als Brennstoff benutzt und der Rauch gegen verschiedene Insekten eingesetzt. Mit dem Saft einer unserer Saudistel ähnlichen Pflanze vermischt, wurde Copal zur Pflege der Zähne gekaut; zu Pulver zerrieben und mit einem Öl versetzt diente Copal als Antiseptikum zur Wundbehandlung. Bei der Herstellung der Farben für die Tätowierungen der Māori spielte verbrannter Copal eine Rolle.
Große Mengen Copal wurden insbesondere in den 1920er Jahren in den Küstengebieten im südlichen Afrika zum Zwecke der Lackproduktion gefördert. Allein auf dem Gebiet der heutigen Demokratischen Republik Kongo (seinerzeit Belgisch-Kongo) waren es im Jahre 1926 mehr als 20.000 Tonnen und damit rund 97 % der gesamten afrikanischen Copal-Produktion. Bei dem im Handel gelegentlich als „Kenia-Bernstein“ oder „Tansania-Bernstein“ angebotenen Material handelt es sich ebenfalls um Copal.
In Mexiko hat Copal den gleichen Stellenwert wie bei uns der Weihrauch. Die indigenen Hochkulturen Mesoamerikas benutzten Copal als Räucherwerk in ihren Opferritualen sowie als Heilmittel für viele Arten von Erkrankungen (z. B. bei Asthma, Erkältungen oder Durchfall). Zudem verwendeten die Maya Copal auch für die Herstellung des Pigments Maya-Blau aus Indigo und Palygorskit. Die früher sehr breite Verwendung in der Farb- und Lackherstellung ist mittlerweile auf sehr hochwertige Instrumenten- und Bootslacke reduziert. In der Lebensmittelwirtschaft wird Copalharz bis heute als Farbträger- und Versiegelungssubstanz für die industrielle Produktion von Ostereiern verwendet.
Subfossile Copale waren und sind noch heute vereinzelt als Grundlage hochwertiger Lackfarben in Gebrauch.
Damals wie heute hängt der Wert des Copals von seiner Härte ab: je härter (und damit einhergehend, je höher der Schmelzpunkt), umso hochwertiger.
Trotz seiner dem Bernstein ähnlichen optischen Eigenschaften spielt Copal schon wegen seiner vergleichsweise geringen Härte als Rohmaterial für die Herstellung von Schmuck eine nur untergeordnete Rolle. Zu Beginn des 20. Jahrhunderts wurden Copale aus dem Kongo von der belgischen Firma Ebena aus Wijnegem zu hochwertigen Schmuckdosen verarbeitet, die durch Schnitzereien und Blattgoldauflagen verziert waren.
Copal wird mitunter als Grundmasse für die Einbettung von Organismen (meist Wirbeltiere, oftmals Eidechsen) verwendet. Diese mitunter nur schwer erkennbaren Rekonstruktionen gelangen häufig als Fälschungen hochwertiger Bernsteininklusen in den Handel.
In Kosmetikprodukten wird es in der Liste der Inhaltsstoffe als COPAL (INCI) aufgeführt.

## Varietäten
Im Laufe der Zeit hat sich für Copale eine unübersehbare Vielzahl von Begriffen herausgebildet, die weder einer einheitlichen Systematik folgen, noch in der Literatur einheitlich angewendet werden. Begriffsbildungen, die den Regeln mineralogischer Nomenklatur folgen (z. B. Agathocopalit oder Legumocopalit für Copale, die aus dem Harz von Agathis bzw. Leguminosen entstanden sind) haben sich nicht durchgesetzt. Einige heute weit verbreitete Bezeichnungen für Varietäten von Copal sind
- Copal Oro, aus dem Harz von Protium icicariba (Burseraceae), nach anderen Quellen von Hymenaea courbaril[15] und wahrscheinlich auch Hymenaea oblongifolia (Syn.: H. oblongifolia var. palustris);[5] Vorkommen in Süd- und Mittelamerika, hauptsächlich Amazonasbecken (Brasilien) und Kolumbien.
- Copal Negro, aus dem Harz von Protium klugii oder Copal Torote Bursera microphylla und Palo Santo Bursera graveolens in Mexiko, Guatemala.
- Copal Blanco Copal Pom, aus dem Harz von Protium copal,[15] Copal Amargo Bursera bipinnata oder Protium crassipetalum, Protium nodulosum in Mexiko.
- Copal Saint Copal de Penca oder -Blanco Bursera copallifera aus Mexico.
- Mexikanisches Copal Almárciga Bursera citronella, Fragrant Copal Bursera fagaroides, Jecahui Bursera stenophylla, Copal de Santo, Topoca Bursera penicillata, Copalillo Bursera glabrifolia, Copal Florido Bursera linanoe.
- Brasilianisches Copal Hymenaea courbaril, Hymenaea martiana, Hymenaea parvifolia, Hymenaea velutina, Hymenaea stigonocarpa, Hymenaea intermedia, Cynometra spruceana var. phaselocarpa, Cynometra sessiliflora.[16]
- Breuzinho Protium heptaphyllum aus Brasilien.
- Manila Copal, aus dem Harz der philippinischen Kauri-Fichte oder Dammartanne Agathis dammara; in anderen Quellen Agathis alba genannt (es handelt sich um dieselbe Baumart) sowie andere.[17]
- Dammar-Copal, aus dem Harz des Dammarbaumes (Shorea wiesneri) aus der Familie der Flügelfruchtgewächse; aus Indonesien. Es wird zwischen weißem und braunem Dammar unterschieden. Weißer Dammar wird durch Lebendharzung gewonnen, während brauner Dammar aus natürlichen Stammöffnungen ausgetreten ist und schon eine Weile im Erdboden gelegen hat, somit also im Unterschied zu weißem Dammar als ein subfossiles Harz oder Copal im engeren Sinne angesehen werden kann.
- Kauri-Copal, (auch Kauri-Harz), aus dem Harz von Agathis australis (Neuseeland) , Agathis ovata (Neukaledonien)
- Sansibar-, Mosambik- und Madagaskar-Copal, aus dem Harz von Hymenaea verrucosa, eng. Zanzibar Copal, Analomanta, fra. Copalier.
- Akrakopal, Sierra-Leone-, Benin-, Kamerun-, Kongo-, Angola- und Benguela-Copal. Als Harzspender (zumindest für Copal aus dem Kongobecken und aus Sierra Leone) gilt der Hülsenfrüchtler Guibourtia copallifera[18] und Copaifera salikounda, Westafrikanisches Copal Akra und Benin von Daniellia ogea, Daniellia oliveri, in Liberia, der Goldküste und Nigeria, Angola und Kongo von Guibourtia demeusei und Colophospermum mopane, Tessmannia moesiekei, Tessmannia africana, Tessmannia anomala, Tessmannia yangambiensis, Copaiba copallifera, Guibourtia arnoldiana, Guibourtia carrissoana, Guibourtia ehie, Sindoropsis letestui.[19][20]
- Afrikanisches Copal aus Niger, Sudan Daniellia thurifera.
- Ostindischer Copal (Bengalischer Copal), Canarium bengalese.
- Peruanischer Copal Golden Copal Parkinsonia praecox oder Protium grandifolium, Copal Negro Dacryodes peruviana.

Weitere Copalvorkommen mit organischen Einschlüssen sind bekannt aus: Allendale, Victoria (Australien); Mizunami, Japan. Letztere gilt mit einem Alter von 33.000 Jahren als die älteste Copallagerstätte.
Das kolumbianische Harz wird häufig als Bernstein im Handel angeboten. Sein Alter wird heftig diskutiert, obgleich die C14-Datierung einer Probe dieses Materials ein Alter von weniger als 250 Jahren ergeben hat, seine Klassifizierung als Bernstein mithin ausgeschlossen ist.

## Copalin und Copalit
Ein fossiles Harz mit der an Copal erinnernden Bezeichnung Copalin (englisch copaline) oder Copalit (engl. copalite) ist aus der London Clay Formation (Ypresium, Unteres Eozän) vom Highgate Hill im Norden von London bekannt. Auf Grund des Alters der Formation (rund 50 Mio. Jahre) und auf Grund der Tatsache, dass (fossile) Harze nicht jünger sein können als die Matrix, in der sie gefunden werden, handelt es sich aber um ein „reifes“ fossiles Harz (Bernstein), als dessen botanische Quelle ein Baum aus der Familie der Balsambaumgewächse (Burseraceae) angenommen wird.
Unter der gleichen Bezeichnung („Copalin“) wird in der Literatur ein etwa 50 Mio. Jahre altes fossiles Harz (ebenfalls Bernstein, nicht Copal) aus dem Greifensteiner Sandstein in Österreich erwähnt. Die an Copal erinnernden Bezeichnungen gehen darauf zurück, dass die Zusammensetzung eines in Österreich gefundenen fossilen Harzes gegen Ende des 19. Jahrhunderts mit der des eozänen Harzes aus London verglichen wurde und beide eine gewisse Ähnlichkeit zu Copal aufwiesen. Später wurde diese Bezeichnung von anderen Autoren auch auf fossile Harze anderer österreichischer Fundorte übertragen, so dass in der Literatur unterschiedlichste fossile Harze, die aber allesamt nichts mit Copal zu tun haben, unter dieser Bezeichnung erwähnt werden.